# Doug Young (szinkronszínész)
Doug Young, Douglas Hiram Young (Los Angeles, Kalifornia, 1919. december 21. – Seattle, Washington, 2018. január 7.) amerikai szinkronszínész.

## Filmjei
- Wolf Hounded (1959, rövidfilm)
- Villámpata Seriff (Quick Draw McGraw) (1959–1961, tv-sorozat, 36 epizódban)
- Foxi Maxi kalandjai (The Huckleberry Hound Show) (1960–1961, tv-sorozat, 28 epizódban)
- Zoo Is Company (1961, rövidfilm)
- Maci Laci (The Yogi Bear Show) (1961–1962, tv-sorozat, öt epizódban)
- Beef for and After (1962, rövidfilm)
- Chicken Fracas-See (1962, rövidfilm)
- Bunnies Abundant (1962, rövidfilm)
- Frédi és Béni, avagy a két kőkorszaki szaki (The Flintstones) (1962–1966, tv-sorozat, 31 epizódban)
- Chicken Hearted Wolf (1963, rövidfilm)
- Sheep Stealers Anonymous (1963, rövidfilm)
- Wolf in Sheep Dog's Clothing (1963, rövidfilm)
- Drum-Sticked (1963, rövidfilm)
- Crook Who Cried Wolf (1963, rövidfilm)
- Magilla Gorilla (The Magilla Gorilla Show) (1964, tv-sorozat, egy epizódban)
- Elephantastic (1964, rövidfilm)
- Jonny Quest (1964–1965, tv-sorozat, tíz epizódban)
- The Peter Potamus Show (1964–1965, tv-sorozat, 21 epizódban)
- Horse Shoo (1965, rövidfilm)
- Big Mouse-Take (1965, rövidfilm)
- A Laurel and Hardy Cartoon (1966, tv-sorozat, 20 epizódban)
- Sky Rat (2018, tv-sorozat, három epizódban)